# مطبعة بيرغامون
مطبعة بيرغامون هي دار نشر مقرها أكسفورد ، أسسها بول روسبود وروبرت ماكسويل ، تنشرت الكتب والمجلات العلمية والطبية. كانت تسمى في الأصل بتروورث سبرينجر ، وهي الآن بصمة لشركة إلسفير .

## تاريخ
بدأت الشركة الأساسية، بتروورث سبرينجر، في عام 1948 في جلب "خبرة سبرينغر وتقنيات النشر النشط في العلوم"  إلى بريطانيا . كان بول روسبود الرجل صاحب المعرفة. عندما استحوذ ماكسويل على الشركة في عام 1951، كان لدى Rosbaud ربع حصة الشركة.  قاموا بتغيير اسم المنزل إلى مطبعة بيرغامون، باستخدام شعار كان عبارة عن نسخة طبق الأصل من عملة يونانية من بيرغامون . عمل ماكسويل وروسبود معًا لتنمية الشركة حتى مايو 1956، عندما تم إقالة روسبود، وفقًا لجو هينز.
عندما بدأت مطبعة بيرغامون كان لديها ستة سلاسل وكتابين فقط. في البداية كان المقر الرئيسي للشركة في ساحة فيتزروي في ويست إند بلندن . في عام 1959، انتقلت الشركة إلى هيدنجتون هيل هول ، وهو منزل ريفي مستأجر من مدينة أكسفورد.
في عام 1960، انضم براين كوكس إلى بيرغامون بريس كمدير اشتراك. بعد وفاة المؤسسين، أصبح كوكس الشاهد الرئيسي لارتفاع بيجامون بريس في قطاع العلوم والتكنولوجيا والطب (STM) للنشر. أصبحت المجلات الأكاديمية الـ 59 في بيرغامون في عام 1960 418 مجلة في عام 1992. يذكر كوكس أن في هذه العملية تم إطلاق نحو 700، والكثير منهم يتحولون بدلاً من التوقف. يقول كوكس "كان سر نجاح بيرغامون هو نشر عدد كبير من المجلات، بحيث يمكن للترتيبات القائمة دعم تلك الجديدة خلال سنوات تشكيلها".
في عام 1962، بدأت بريغامون بريس سلسلة تسمى الكومنولث والمكتبة الدولية للعلوم والتكنولوجيا والهندسة والدراسات الحرة. بحلول عام 1970، كان لهذا السلسلة 1000 عنوان. يقول براين كوكس أن بيجامون نشرت 7,000 من المونغرافيات للمؤلفين المختلفين. 
في عام 1964، أصبحت بيرجامون بريس شركة عامة. مع نموها وأداء تصديرها ، كانت الشركة قد حصلت على جائزة الملكة للشركة في عام 1966. في ذلك العام شهد بناء مبنى مكتب جديد ومخزن في هيدينغتون هيل. جرّح بيرغامون في إنتاج قاموس موسيقي لفيزياء، في تسعة مجلدات وأربعة مكملات في العقد من عام 1961.
في عام 1969، فقد ماكسويل السيطرة على بيجامون وتم طرده من اللجنة.  "نحن ندعو للاستنتاج إلى أنه ، على الرغم من قدرات السيد ماكسويل والطاقة المعترف بها ، فهو ليس في رأينا شخص يمكن الاعتماد عليه لتنفيذ الإدارة المناسبة للشركة المدرجة في السوق العامة". تم العثور على أن ماكسوئل قد نجح في تعظيم سعر أسهم بيرغامون من خلال المعاملات بين شركات عائلته الخاصة.  استعاد ماكسويل بيرغامون في عام 1974 بعد اقتراض أموال. 
استمر بيرغامون مع الموسوعات الدولية في التكنولوجيا الحيوية والكيمياء والتعليم والهندسة والفشرات واللغويات وعلوم المواد والصيدلانية والتسمم. فاز حجم التعليم بدرجة دارتموث من جمعية المكتبات الأمريكية في عام 1986 كأفضل عمل مرجع في السنة. 
بيجامون لديها أيضا مكاتب في إلمسفورد، نيويورك في الولايات المتحدة.
يرجامون هي الناشرة لعدة أعمال من نادي روما مثل ما وراء عصر النفايات، الطاقة، العد التنازلي لا حدود للتعلم، نحو مجتمعات أكثر فعالية حوار الثروة والرفاهية والصناعة الكهربائية الصغيرة والمجتمع.

## النهج التجاري
في عام 2017 وصف ستيفن بوراني [الإنجليزية] نهج ماكسويل في الجارديان: 
«أصر ماكسويل على الألقاب الكبرى - كانت "المجلة الدولية" هي البادئة المفضلة. وقد وصف لي بيتر آشبي، نائب الرئيس السابق في بيرغامون، هذا الأمر بأنه "خدعة علاقات عامة"، ولكنه يعكس أيضاً فهماً عميقاً لكيفية تغير العلم وموقف المجتمع من العلم. لقد أصبح التعاون وعرض أعمالك على المسرح الدولي شكلاً جديدًا من الهيبة للباحثين، وفي كثير من الحالات تمكن ماكسويل من محاصرة السوق قبل أن يدرك أي شخص آخر وجودها.»
وقد وصف مارك نيف [الإنجليزية] عواقب استراتيجيات الأعمال في بيجامون بريس خلال هذه الفترة في المجلة الأكاديمية المسائل في العلوم والتكنولوجيا: 
«بين عامي 1959 و1965، ارتفع عدد عناوين بيرغامون من 40 عنوانًا إلى 150 عنوانًا. وفي حين كانت المعايير العلمية في ذلك الوقت تنظر إلى النشر العلمي على أنه منفعة عامة لا ينبغي أن تخضع لدوافع الربح، أدرك ماكسويل أن النشر العلمي كان سوقًا على عكس الآخرين لأنه كان هناك سوقًا. نمو متواصل تقريبا للطلب، وحرية العمل. سيضغط العلماء على مكتباتهم المؤسسية لتأمين الوصول إلى أي أعمال نشر جادة في المجلات ذات صلة بمكتباتهم.

## بيع لإلسفيير
بيع ماكسويل بيرجامون بريس إلى شركة إلكترونية أكاديمية في مارس 1991 مقابل 440 مليون جنيه إسترليني؛ تم استخدام الأموال لسداد الديون الكبيرة التي تولاها ماكسوئل في السيطرة على نيويورك ديلي نيوز.  
احتفظ ماكسويل بالكتب الأمريكية لبرجامون (والتي أصبحت جزءا من شركة شقيقة ماكملان إنك) ، ومجلات <i id="mwaA">الشطرنج</i> و<i id="mwag">الجسر</i> ، وبعض العقارات الصغيرة.  تستمر استخدام الطابع "برغمان بريس" لتحديد المجلات التي تنشرها الآن شركة إلسفيير.

## الروابط الخارجية
- مارك نيف